# 王加奇
王加奇是一位中国教育家。

## 生平
陕西西安人，毕业于陕西师范大学化学系。1988年至2014年间任陕西省西安市铁一中学校长。现任西安铁一中教育集团理事长。
在他任校长的20多年间期间，西安铁一中知名度逐渐增加。他曾多次接受媒体采访。

## 荣誉
获得过陕西教育界十大杰出新闻人物、“感动陕西教育人物”等荣誉称号。
1. ↑  .   [2015-01-09]. （原始内容存档于2015-01-09）.
2. ↑  .   [2015-01-09]. （原始内容存档于2016-03-04）.
3. ↑  .   [2015-01-09]. （原始内容存档于2015-01-09）.
4. ↑  .   [2015-01-09]. （原始内容存档于2015-01-09）.
5. ↑  . （原始内容存档于2015-01-11）.
6. ↑  .   [2015-01-09]. （原始内容存档于2015-01-09）.